# João da Costa Lima e Castro
João da Costa Lima e Castro (? — ?) foi um político brasileiro.
Foi presidente da província do Espírito Santo, de 11 de março a 22 de março de 1861.